# Kopiec (województwo świętokrzyskie)
Kopiec – wieś sołecka w Polsce położona w województwie świętokrzyskim, w powiecie opatowskim, w gminie Iwaniska.
W latach 1975–1998 miejscowość administracyjnie należała do województwa tarnobrzeskiego.
| SIMC    | Nazwa          | Rodzaj             |
| ------- | -------------- | ------------------ |
| 0793816 | Niwa Kopieczna | część miejscowości |

## Historia
Kopiec, wieś nad rzeką Pokrzywianką w powiecie opatowskim, gminie Iwaniska, parafii Mydłów, odległy od Opatowa 14 wiorst. W roku 1883 posiadał 14 domów, 81 mieszkańców, 159 mórg włościańskich i 18 mórg dworskich. Należy do dóbr Ujazd.

## Turystyka
Na terenie Kopca znajduje się rekonstrukcja osady neolitycznej.